# Флаг Слободского
Флаг муниципального образования «город Слободско́й» Кировской области Российской Федерации — опознавательно-правовой знак, служащий официальным символом муниципального образования.
Флаг утверждён 1 марта 2006 года и внесён в Государственный геральдический регистр Российской Федерации с присвоением регистрационного номера 2379.

## Описание
«Флаг города Слободского представляет собой прямоугольное белое полотнище с отношением ширины к длине 2:3, несущее посередине фигуры герба: две диагонально перекрещённые верши, изображённые жёлтым, оранжевым и красным цветом и перевязанные красной лентой».

## Символика
Флаг города разработан с учётом герба, который основан на историческом гербе уездного города Слободска Вятского наместничества, Высочайше утверждённого 28 мая (7 июня) 1781 года.
Флаг подчёркивает историческую преемственность Слободской земли, а также символизирует уникальные природные особенности города.
Жёлтый цвет (золото) — символ богатства, постоянства, почёта, уважения, интеллекта.
Белый цвет (серебро) — символ чистоты, совершенства, искренности, мира.
Красный цвет — символ труда, силы, мужества, красоты и праздника.